# Kottayam
Kottayam (Malayalam കോട്ടയം IAST Kōṭṭayam [ˈkoːʈːəjʌm]) ist eine Stadt im Bundesstaat Kerala im Südwesten Indiens. Als wichtiger Handelsplatz und Verlagszentrum ist die Stadt Verwaltungssitz des Distrikts Kottayam.

## Geografie

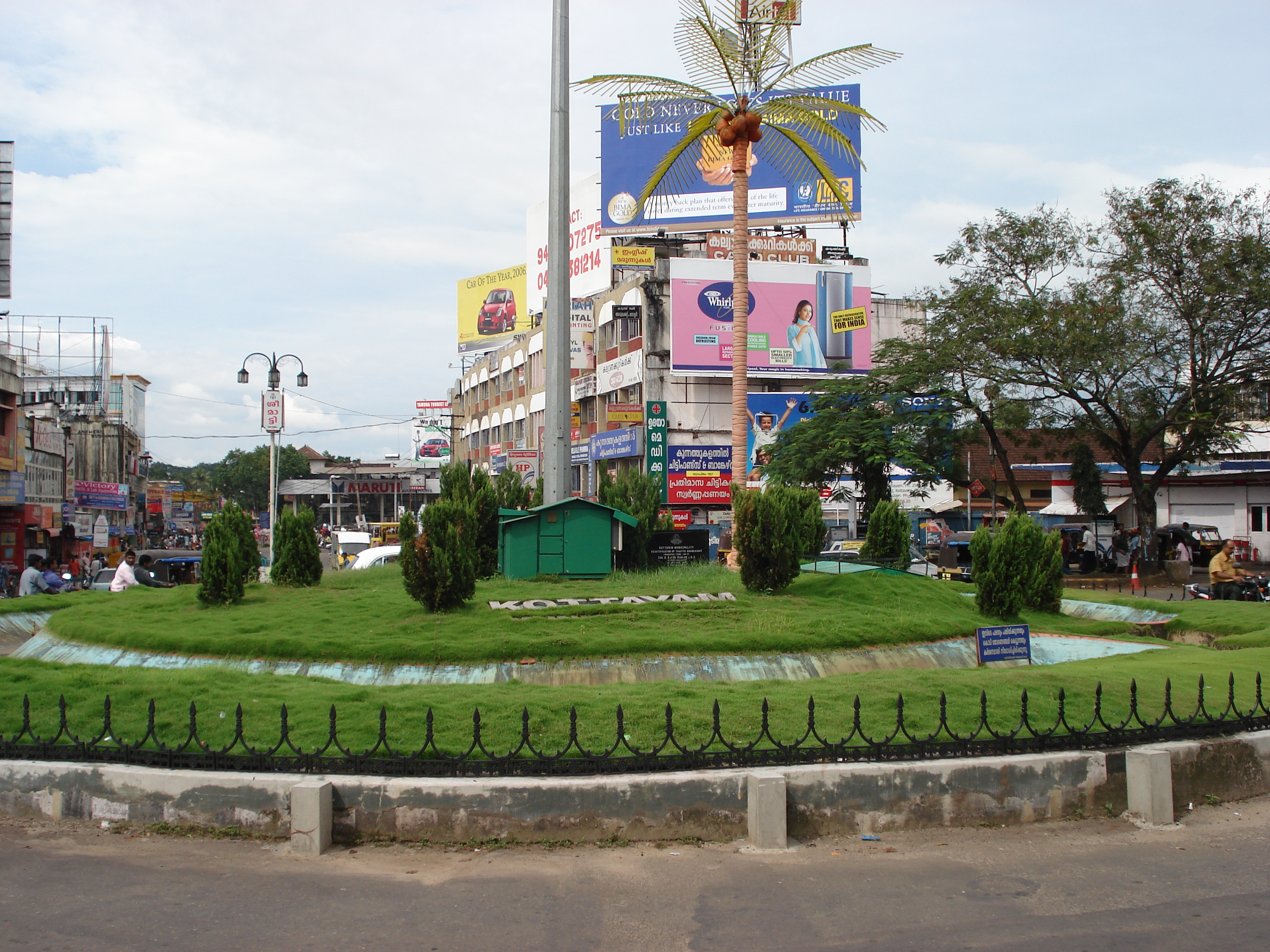
Seematti Junction, Kottayam

Kottayam liegt durchschnittlich 3 Meter über dem Meeresspiegel. Die geografischen Koordinaten sind 9,58° nördlicher Breite und 76,52° östlicher Länge.
Die Stadt wird durch die Flüsse Meenachil und Kodoor und den Vembanadsee begrenzt.
Das Klima ist durch die Lage im Landesinnern vergleichsweise gemäßigt. Die Jahresdurchschnittstemperatur beträgt 27,5 Grad Celsius. Die Hauptregenzeit dauert von Mai bis August während des Südwestmonsuns, jedoch bringt auch der Nordostmonsun von September bis Dezember recht ergiebige Niederschläge. Die restliche Zeit des Jahres bleibt das Wetter trocken.

## Geschichte

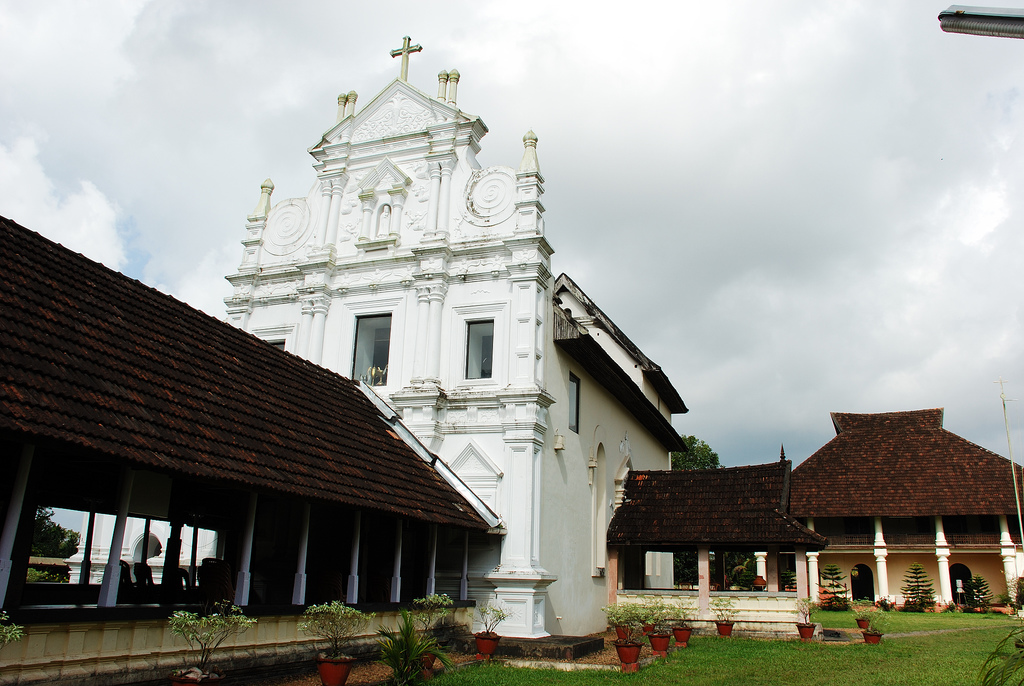
Syrisch-christliche Kirche St. Mary’s Cheria Palli, erbaut 1579

Der Name Kottayam soll sich von Malayalam „Kotta Akam“ ableiten und „innerhalb des Forts“ bedeuten.
Gesichert scheint, dass Kottayam um das Jahr 1100 zum Königreich von Vempolinad gehörte, unter der Herrschaft der Kulasekhara-Dynastie (1090–1102). Danach wurde das Königreich in Thekkumkur und Vadakkumkur aufgeteilt. Im Verlauf des 16. Jahrhunderts etablierten die Holländer und Portugiesen erste Handelsstützpunkte an der Malabarküste und brachten den einträglichen Gewürzhandel unter ihre Kontrolle.
Als Mitte des 16. Jahrhunderts der Jesuitenmissionar Franciscus Xaverius mit den nach neuen Handelswegen suchenden Portugiesen nach Indien kam, fand er zu seiner großen Überraschung christliche Gemeinden vor. Obwohl die Portugiesen sehr erfreut waren, von den vermutlich bereits im 4. Jahrhundert nach Kerala gelangten Thomaschristen als Glaubensbrüder begrüßt zu werden, begann eine Jahrhunderte währende Zeit der Fremdbestimmung und der Latinisierung von Gottesdienst und Riten. In deren Folge spaltete sich die indische Kirche in mehrere Gruppen auf. Kottayam blieb bis heute ein Zentrum der syrisch-orthodoxen Christen Keralas.
Die Rajas von Thekkumkur, ein unabhängiges kleines Königreich, dem die Region angehörte, regierten von ihrem Sitz Thazhathangadi. Zwischen 1749 und 1754 annektierte Raj Marthanda Varma (1706–1758) Thekkumkur, zusammen mit den übrigen Gebieten des heutigen Distrikts Kottayam, womit das Gebiet unter britische Herrschaft gelangte.
Die Bewohner von Kottayam spielten eine tragende Rolle in der breiten Sozialbewegung Keralas im 19. Jahrhundert. Die Protestbewegung, die im Jahr 1891 entstand, nannte sich „Malayali Memorial agitation“ und versuchte die Anzahl der Mitarbeiter aus dem ehemaligen Königreich Travancore im Staatsdienst zu erhöhen. Sie kann als eine der ersten modernen Sozialbewegungen in Kerala betrachtet werden, die von einer breiteren Bevölkerungsschicht getragen wurde. Erwähnenswert ist auch Kottayams aktive Rolle in der „Nivarthana“-Bewegung der 1930er Jahre für die gesetzliche Gleichstellung von Hindus aus unteren Kasten mit den Christen und Moslems.
Nach der indischen Unabhängigkeit wurde Kottayam Hauptstadt des gleichnamigen Distrikts.

## Bevölkerung und Kultur

### Bevölkerung
Mit der letzten Volkszählung Indiens im Jahr 2001 hatte die Stadt Kottayam 60.725 Einwohner. Stadt und Distrikt Kottayam verzeichneten als eine der wenigen Regionen Indiens in den Jahren 1991 bis 2001 ein negatives Bevölkerungswachstum.

### Presse und Kommunikation
Benjamin Bailey, ein britischer Missionar, gründete 1829 die C.M.S. Press und damit Keralas erste Druckerei in Kottayam. Die Stadt nimmt bis heute in Kerals Zeitungs- und Verlagswesen eine führende Rolle ein und wird die „Stadt der Buchstaben“ genannt. Malayala Manorama, die wichtigste Tageszeitung in Malayalam, wurde 1888 gegründet und erhielt insbesondere von linken Kreisen den Spitznamen „Granny Of News Papers“. Deepika, eine andere Malayalamzeitung, wurde ebenfalls 1888 erstmals veröffentlicht. Zu den bekannten Malayalam-Tageszeitungen gehören Manorama, Mathrubhumi, Deshabhimani, Deepika und Kerala Kaumudi sowie einige Abendblätter.
Die Gründung des Verlagshauses SPCA – „Literary Workers Co-operative Society in Malayalam“ – geht auf eine Gruppe von Schriftstellern im Jahr 1945 zurück, eine einzigartige Kooperative, die führend im Verlagswesen wurde. Kottayam ist Sitz einiger anderer Buch- und Zeitungsverleger in Malayalamsprachen wie D. C. Books, Labour India Publications Ltd, Manorajyam, Mathrubhumi, Mangalam Publications (India) Private Limited und Madhyamam Daily.

### Freizeit, Einkaufen und Unterhaltung
Anhaltender Beliebtheit als Naherholungsgebiet erfreut sich der Stadtpark im Stadtzentrum. Ebenso sportliche Aktivitäten, die in einer Unzahl von Vereinen organisiert sind und für die stellvertretend das überregional bekannte Nehru-Stadion steht, in dem zahlreiche Sportanlässe stattfinden. Basketball gilt als bevorzugte Sportart bei Jüngeren und wird in der Marion Trophy (Marian Junior College), Girideepam Trophy (Girideepam School), Lourdes Trophy (Lourdes School), im Virginia Memorial Tournament (Mount Carmes School) und dem des Baselius College' ausgetragen.
Kalarippayat (Malayalam: „Kampfplatzübung“) ist ein alter indischer Kampfsport, der ursprünglich in Kerala entstand und noch heute in Südindien verbreitet ist. Wichtige Zentren befinden sich zwischen den Städten Calicut und Kottayam. Der Vollständigkeit halber sollte das von den englischen Kolonialherren übernommene Cricket nicht unerwähnt bleiben.
Überregional bekannt sind die fünf Kinos, in denen Premieren von malayalam-, englisch-, tamil- und hindisprachigen Filmen in Kerala gezeigt werden.
Kottayam ist eines der wichtigsten Geschäftszentren in Kerala. Die meisten Geschäfte befinden sich in Kottayam-Kumily (KK), in den vergangenen Jahren haben auch Baker Junction und das vom Stadtzentrum drei Kilometer entfernte Kanjikuzhy als bevorzugte Quartiere für Geschäfts- und Wohnbauten an Bedeutung gewonnen.
Tourismus-bezogene Dienstleistungen finden sich mehrheitlich in Kumarakom, einer der bekannteren touristischen Destinationen in Kerala, ungefähr 14 Kilometer von der Stadtmitte, ebenso Hotels und Gastbetriebe.

### Sehenswürdigkeiten

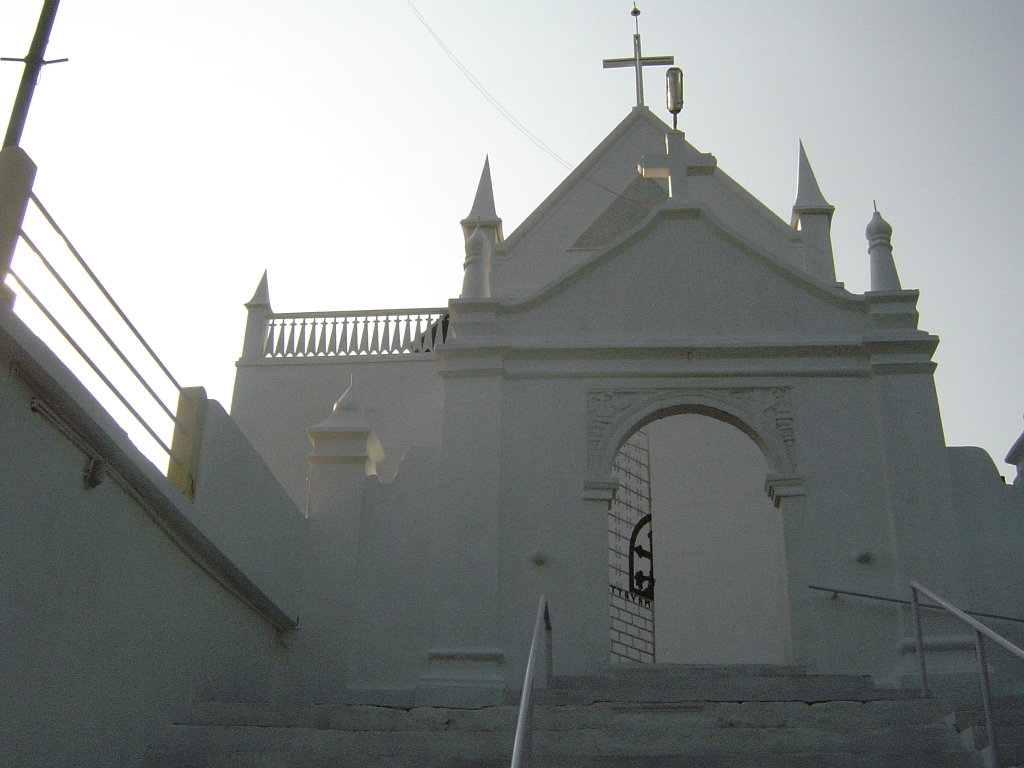
Kirche St. Mary’s Valia Palli

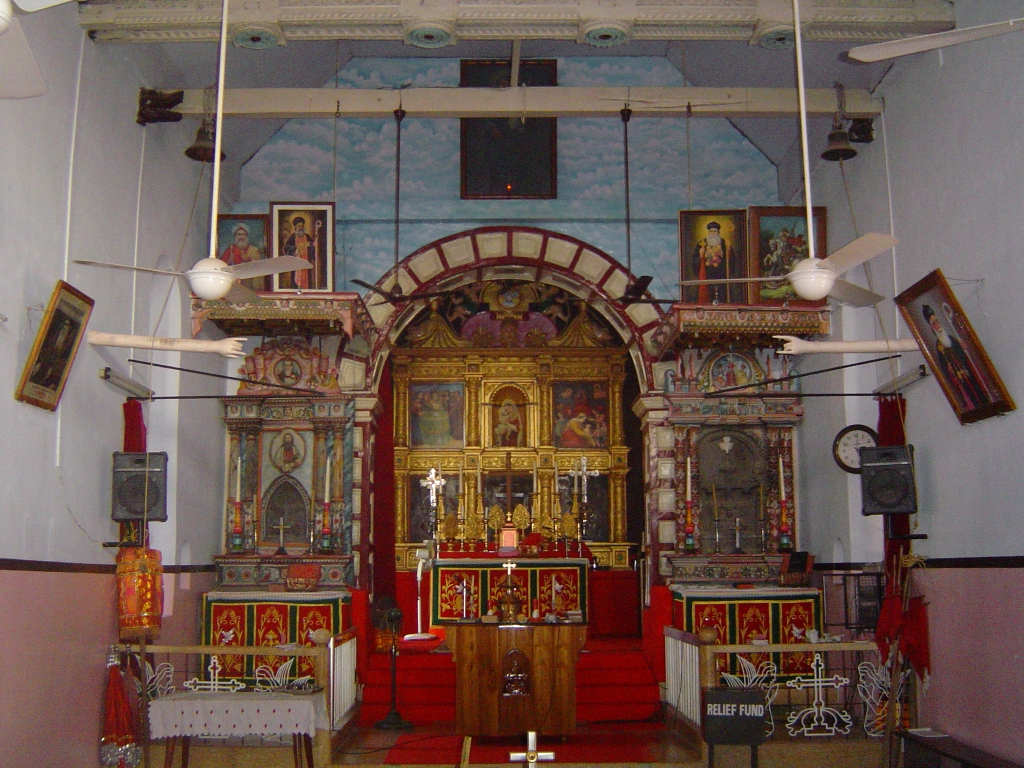
Das Innere von Valia Palli

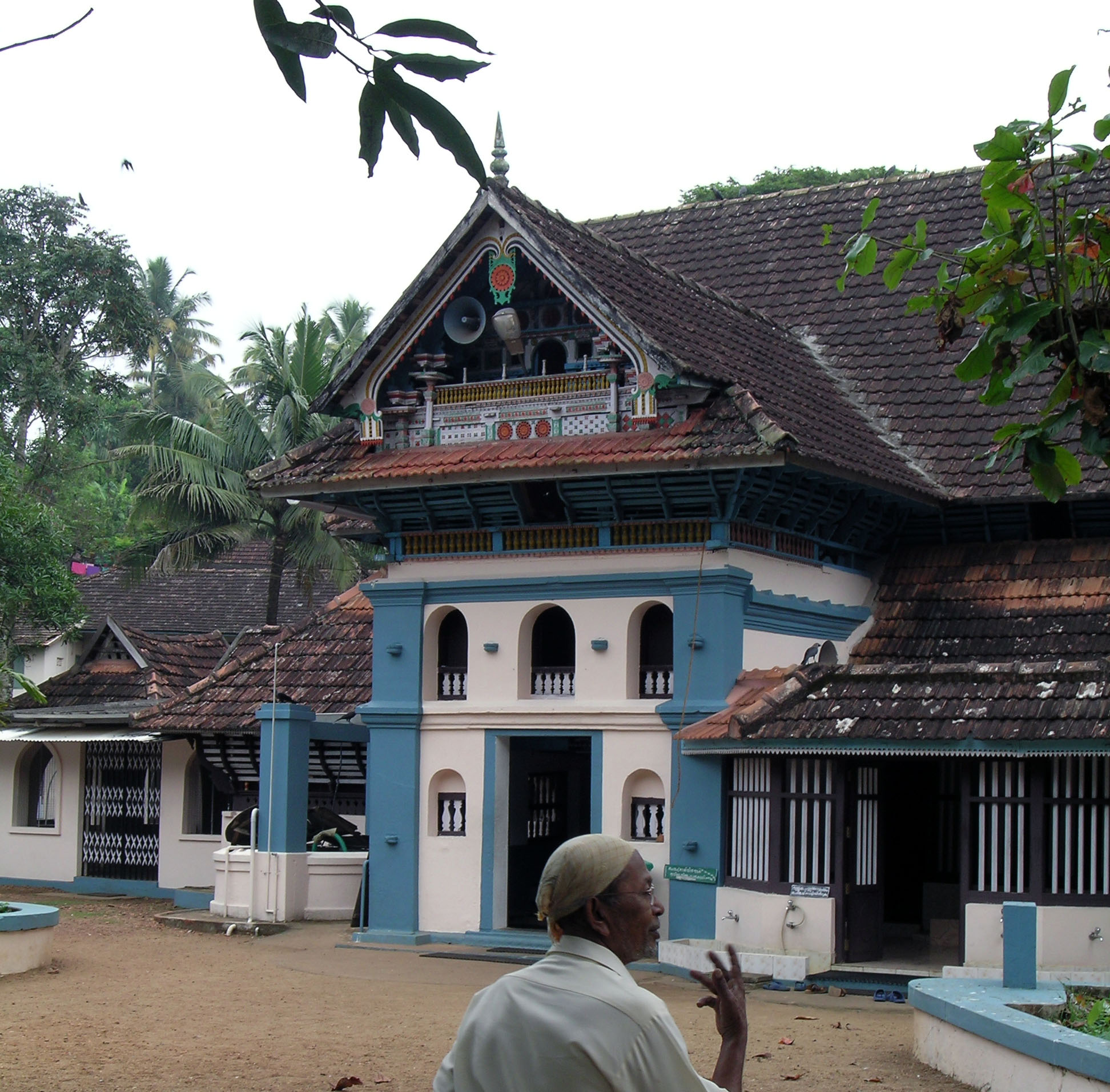
Thazhathangady Juma Masjid Moschee

Die kulturelle Vielfalt Keralas reflektierend und prägend für das Stadtbild sind hinduistische Tempel wie der Thirunakkara Mahadeva Tempel, die Thazhathangadi Moschee (Juma Masjid) und zwei christliche Kirchen, bekannt als Cheriya Palli und Valiya Palli.
Thirunakkara Mahadeva Tempel, im Herzen der Stadt, ist ein Shiva geweihter Tempel, errichtet in der für Kerala typischen Tempelarchitektur, mit Bildnissen an den Innenwänden, die Themen aus den hinduistischen Epien darstellen. Er wurde zu Beginn des 16. Jahrhunderts durch den Raja von Thekkumkur errichtet. Das jährliche Tempelfestival, das mit der Zeremonie des Aaraattu endet, zieht eine große Zahl Gläubiger und Schaulustiger nach Kottayam. Ettumanoor Mahadeva, Kaduthuruthy Mahadeva, Vaikom Mahadeva und Thiruvayamkudy Mahadeva sind andere bekannte, Shiva geweihte Tempel in und um Kottayam.
Thazhathangady Juma Masjid, am Ufer des Meenachil gelegen, ist eine der ältesten Moscheen in Indien, vermutlich aus dem späten 10. Jahrhundert. Bekannt ist sie für ihre architektonische Eleganz und für den Reichtum an Holzschnitzereien. Der Innenausbau ist vollständig aus Holz, mit sehenswerten Schnitzereien. Erbaut wurde sie durch einen Nachkommen des Propheten Mohammed während seiner ersten Reise nach Kerala, zwei Kilometer vom heutigen Stadtzentrum entfernt, auf der Straße zur Touristendestination Kumarakom.
Kottayam ist wie erwähnt ein Zentrum der Thomaschristen in Kerala. Die Kirche St. Mary’s, Valia Palli (die große Kirche), wurde von den syrisch-orthodoxen Knananiten, die aus Westasien nach Indien eingewandert sind, im Jahr 1550 erbaut und gilt als die erste christliche Kirche in Kottayam. Bekannt ist Valia Palli für seine persischen Inschriften und ihr Steinkreuz.

Eine weitere Kirche mit dem Namen St. Mary’s, Cheria Palli (die kleine Kirche), gehört zur Malankara Orthodox-Syrischen Kirche und wurde 1579 durch den Raj von Thekkumkur für seine christlichen Untertanen errichtet und gleicht der St. Mary’s Church in Kudamalloor, erbaut vom Raja von Chempakassery. Beide Kirchen weisen Einflüsse von indischen Tempeln auf; die Wandmalereien stellen aber biblische Themen dar. 
Die St. Mary’s Church bei Manarcaud gehört wiederum zur Malankara Syrisch-Orthodoxen Kirche, rund acht Kilometer vom Stadtzentrum, und ist eine wichtige Pilgerstätte. Weitere namhafte Kirchen sind Lurdes Forane Church, Good Shepherd Church, die Vimalagiri Cathedral, Christhuraja Cathedral und die St. Mary’s Church im 10 Kilometer entfernten Athirampuzha. St. Mary’s Church in Kuravilangad soll gar im auf das Jahr 355 zurückgehen.
Erwähnenswert ist ebenfalls der Kurisumala Ashram.

## Bildungs- und Gesundheitswesen

### Bildung
In Kottayam findet sich eine überdurchschnittlich hohe Zahl von Bildungsinstitutionen, die zu den besten Indiens zählen und die auf eine teilweise zweihundertjährige Geschichte zurückblicken können. Bereits im 19. Jahrhundert hat Kerala mit seinem vergleichsweise hohen Bildungsniveau eine Sonderstellung im Britischen Empire eingenommen. Offizielle Quellen haben im Jahr 1989, erstmals überhaupt für einen indischen Distrikt, einen Alphabetisierungsgrad von 100 % genannt.
Das Priesterseminar der Malankara Orthodox-Syrischen Kirche war das erste mit einer englischen Ausbildung in Südindien. Die vormals C.M.S Highschool (Church Missionary Society College High School) wurde vom britischen Missionar Benjamin Bailey gegründet. 1817 folgte das C. M. S. College, die erste Highschool Keralas, vielleicht gar Indiens. Die Baker Memorial Girls High School (1820) von Amalia Dorothea Baker ist eine der ältesten Mädchenschulen in Indien und befindet sich auf einem Hügel im Stadtzentrum.
Die führende Institution Keralas für eine höhere Ausbildung ist die 1983 gegründete Mahatma Gandhi University, eine der sechs Universitäten im Bundesstaat Kerala. Ihr ist das Jeevadhara Centre for Socio-Religious Research angeschlossen. Das Government Medical College Kottayam (1962) ist eine staatliche Medizinische Hochschule und beinhaltet auch eine zahnmedizinische und eine Krankenpflege-Hochschule.
Dazu kommen einige Kunst- und wissenschaftliche Fachschulen, das Baselius College im Stadtzentrum sowie einige Schulen für Ingenieure und ein Polytechnikum, in und um die Stadt gelegen: CMS College High School, MD Seminary High School und MT Seminary High School, in denen namhafte Ärzte, Ingenieure, Lehrer, Wissenschaftler, Rechtsanwälte und Manager ihr Studium abgeschlossen haben. Zu den neueren Schulen zählen des Weiteren Mount Carmel School, Pallikoodam High School (vormals: Corpus Christi), Girideepam School, Marian School und Don Bosco.
Kottayam gilt aufgrund der großen Zahl an überdurchschnittlichen Bildungsinstitutionen als das akademische Zentrum Südindiens.

### Krankenhäuser
- Caritas Spital der Syro-Malabarischen Diözese
- Matha Hospital, Thellakom
- SH Medical Center
- District Hospital
- Little Lourdes Mission hospital, Kidangoor
- Indo-American Hospital
- Bharath Hospital
- Mandiram Hospital Manganam
- Karipal Hospital, Kalathilpady
- Sukhodaya Ayurveda Hospital, Kanjikuzhy
- Staatliches Zahnmedizinisches Medizinische Fakultät Institut, Gandhinagar[12]

## Verkehr und Wirtschaft

### Verkehr

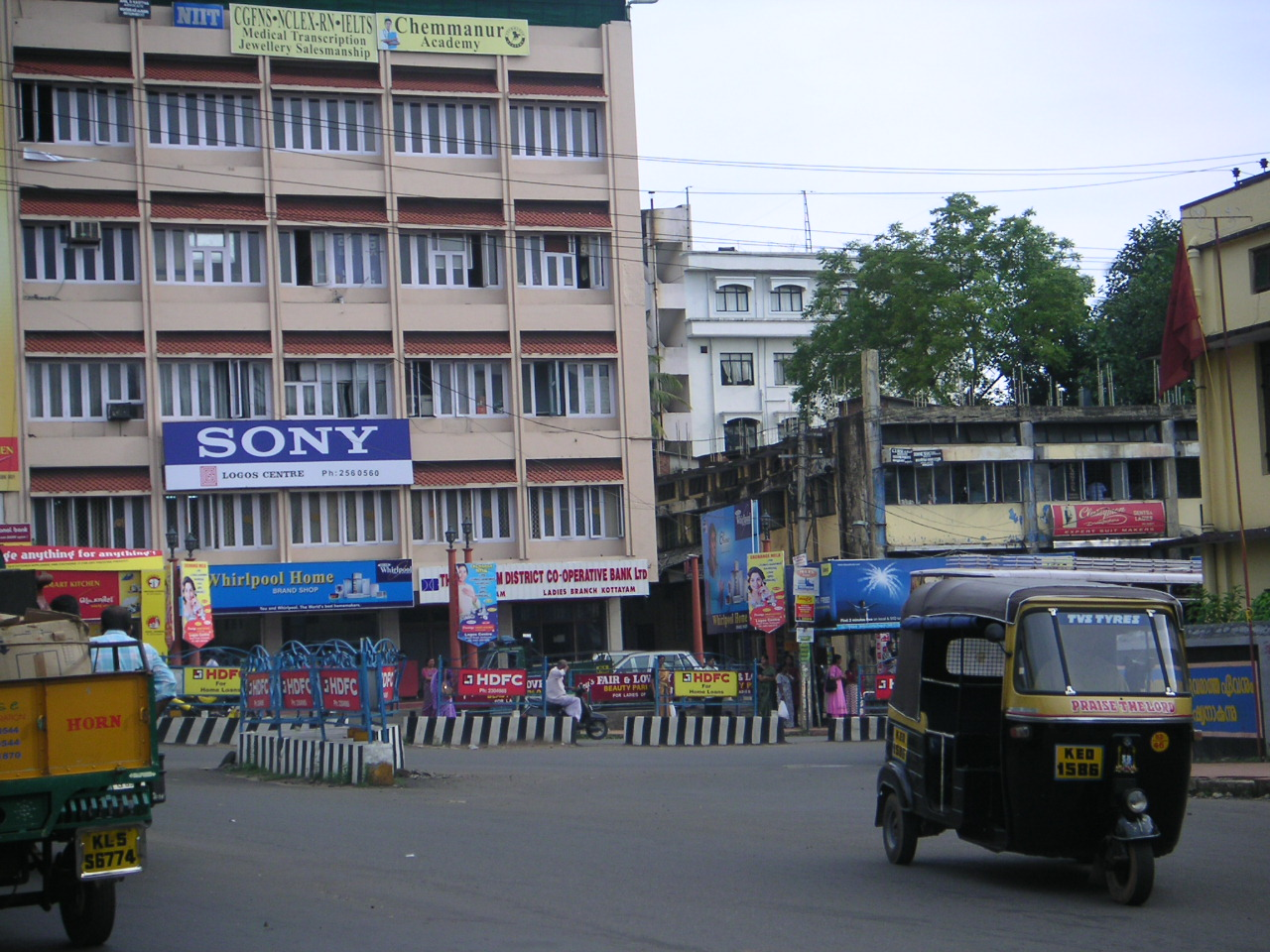
Autorikscha in Kottayam

Der öffentliche Nahverkehr liegt weitgehend in den Händen der zahlreichen, meist privaten Betreibern von Autorikschas. Das öffentliche Busnetz Kerala State Road Transport Corporation (KSRTC) gewährleistet regelmäßige Verbindungen zu den Städten und Dörfern im Distrikt und Bundesstaat. Daneben gibt es zahlreiche Verbindungen privater Busunternehmer in die umliegenden Dörfer und Städte. Im Gegensatz zum staatlichen KSRTC bieten die privaten Unternehmer keine Langstreckenverbindungen an, sondern konzentrieren sich hauptsächlich auf den Stadtverkehr.
Bahnverbindungen nach Thiruvananthapuram, Keralas Hauptstadt im Süden, und zur Hafenstadt Kochi im Norden sind mit seinem Bahnhof sichergestellt, einem der wichtigsten Keralas und Haltestelle für fast alle Express- und Fernzüge nach Neu-Delhi, Mumbai, Bengaluru, Chennai etc. Der nächstgelegene internationale Flughafen ist 76 Kilometer entfernt in Kochi respektive der von Thiruvananthapuram, ungefähr 150 Kilometer außerhalb Kottayams.
Von großer Bedeutung als Transportwege sind die Backwaters, nach Kasaragod, Kannur, Ernakulam, Alappuzha und Kollam. Die Backwaters sind ein verzweigtes Wasserstraßennetz im Hinterland der Malabarküste. Sie erstrecken sich von Kochi im Norden bis Kollam im Süden auf einer Fläche von insgesamt 1900 km². Von Kollam, Alappuzha und Kottayam aus werden mehrstündige Bootsfahrten und in einigen Dörfern für Besucher Kathakali-Vorführungen veranstaltet.

### Wirtschaft
Der extensive Anbau von Kautschukbäumen in Kerala, insbesondere im Distrikt Kottayam in Plantagen, aber auch in kleinen privaten Pflanzungen und gar Familiengärten, hat Kottayam zu einem Haupthandelsplatz für Naturkautschuk in Indien gemacht. Diesem Umstand entsprechend ist die zuständige staatliche Behörde zur Förderung der Kautschukindustrie in Kottayam angesiedelt. Einige kleine und mittlere Firmen sind in der Verarbeitung von Rohgummi (Latex) und der Weiterverarbeitung des Produkts in Kottayam heimisch geworden.
Ein weiterer wichtiger Wirtschaftszweig ist der Handel mit in Kerala und angrenzenden Bundesstaaten angebautem Getreide – die bundesstaatliche Anbaubehörde hat ebenfalls ihren Sitz in Kottayam.

### Dienstleistungsbereich und nichtstaatliche Organisationen
Im Distrikt vertreten ist eine zunehmende Zahl von Betrieben, deren Haupttätigkeiten ländliche Entwicklung, Sozialdienste, Verringerung der Armut, Förderung der Rolle der Frauen und ökologische Anliegen beinhalten.
Auch die florierenden Bereiche Schulung und Forschung werden im Stadtgebiet zunehmend ansässig, darunter das 1990 gegründete Centre for Rural Management (CRM), das sich auf Forschung, Projektmanagement, Training, Beratung und Soziale Interaktion spezialisiert hat und als eine der führenden, unabhängigen Forschungsorganisationen gilt.

## Persönlichkeiten
- Benjamin Bailey (* 1791 in Dewsbury; † 3. April 1871), englischer Missionar und Gründer einer Missionsstation in Kottayam. Er führte 1821 die Druckerpresse in Kerala ein, übersetzte als erster die Bibel in Malayalam und druckte sie, ebenso 1846 das erste Wörterbuch Englisch-Malayalam.
- Antonio Francisco Xavier Alvares (* 29. April 1836; † 23. September 1923), Erzbischof-Metropolit der (lateinischen) Erzdiözese von Ceylon (Sri Lanka), Goa und Indien innerhalb der Syrisch-Orthodoxen Kirche.[15]
- Mathias Kappil (* 21. Januar 1928; † 24. Februar 2007 in Kottayam), bis 2005 Bischof in Kollam.
- U. R. Ananthamurthy (* 21. Dezember 1932; † 22. August 2014), indischer Schriftsteller und ehemaliger Vizerektor der Mahatma-Gandhi-Universität in Kottayam.
- Jacob Angadiath (* 26. Oktober 1945), Bischof der katholischen Syro-Malabarischen Diözese St. Thomas in Chicago, Illinois, USA.
- Julius Hanna (Johannes) Aydin (* 2. April 1947) war Bischof der syrisch-orthodoxen Kirche für Deutschland mit Sitz im syrisch-orthodoxen St. Jakob von Sarug Kloster in Warburg. 2002 wurde Hanna Aydin durch das St. Ephrem Ecumenical Research Institute in Kottayam zum Dr. phil. promoviert.
- James Thoppil (* 1959), katholischer Geistlicher, Bischof von Kohima
- Manu Joseph (* 1974), Schriftsteller
- Chitra Soman (* 1983), Sprinterin